# Misil antibalístico

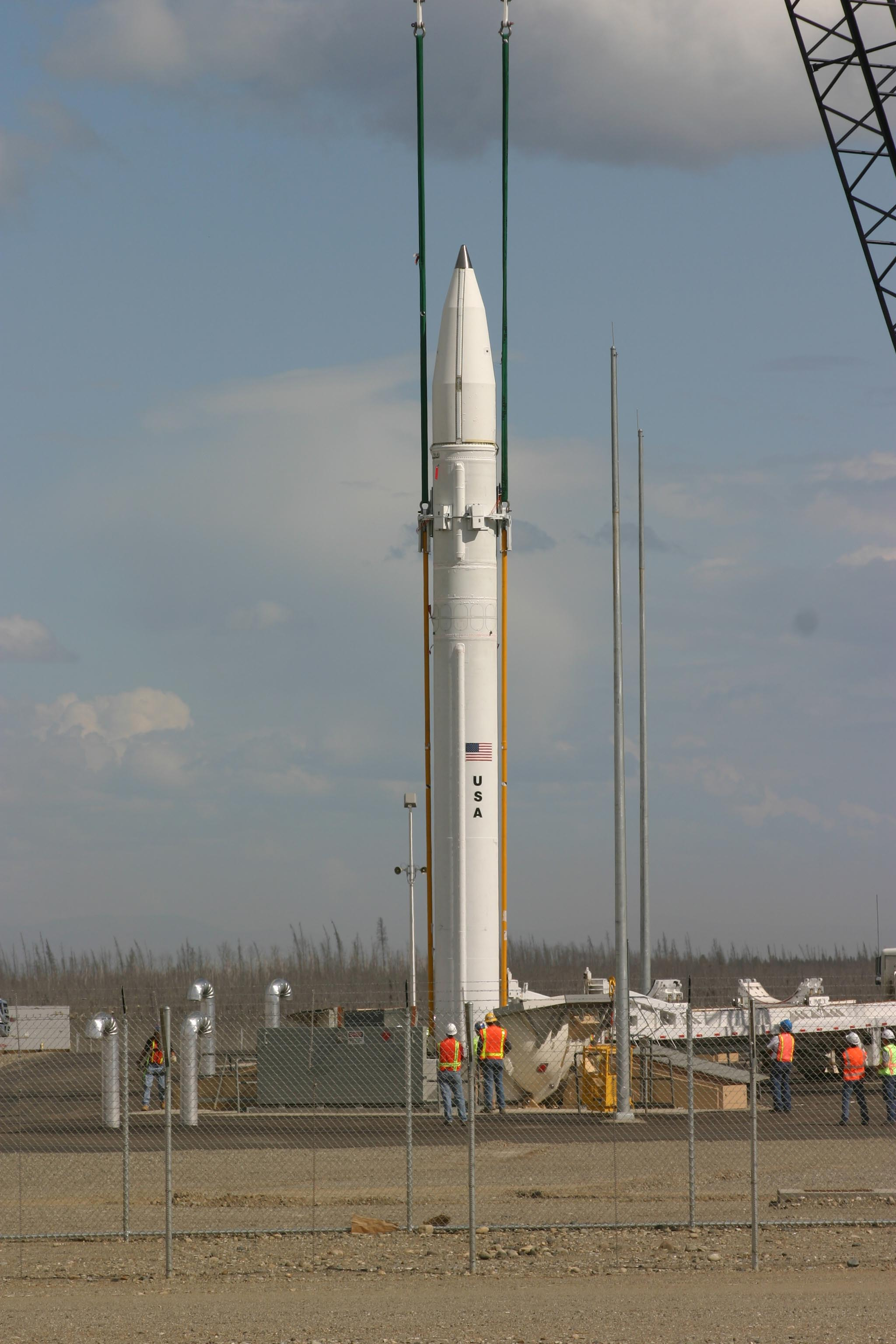
Un misil interceptor terrestre del sistema de Ground-Based Midcourse Defense de los Estados Unidos, cargado en un silo en Fort Greely, Alaska, en julio de 2004.

El misil antibalístico, o ABM por sus siglas en inglés; antiballistic missile, es un arma diseñada para interceptar y destruir misiles balísticos. Los misiles balísticos se utilizan para lanzar ojivas nucleares, químicas, biológicas o convencionales en una trayectoria de vuelo balístico.
Se han buscado sistemas efectivos de misiles antibalísticos desde la Guerra Fría, cuando la carrera armamentista nuclear aumentó la amenaza de una posible destrucción total mediante el uso de misiles balísticos imparables. A finales de los años 1960 tanto los Estados Unidos como la Unión Soviética desarrollaron sistemas de misiles antibalísticos armados con instrumentos atómicos, que combinaban proyectiles interceptores de gran altura como el estadounidense LIM-49A Spartan y el soviético A-35 Galosh, con cohetes interceptores de etapa terminal como el estadounidense Sprint y el ruso A-135. 
Ambas naciones fueron limitadas por el Tratado sobre Misiles Antibalísticos de 1972, a poseer solamente un emplazamiento de ABM cada una; los EE. UU. desmantelaron su sistema, mientras que la URSS desplegó uno alrededor de Moscú. Durante los años 1980, los Estados Unidos iniciaron la búsqueda de una ambiciosa Iniciativa de Defensa Estratégica en contra de un ataque general soviético, pero este proyecto resultó muy caro y técnicamente complicado, perdiendo su perentoriedad con la disolución de la URSS. 
Hoy en día se ha fijado la atención en los sistemas de misiles tierra-aire, como el de los estadounidenses MIM-104 Patriot, los cuales fueron usados con un efecto limitado en contra de los misiles convencionales iraquíes Scud, durante la Guerra del Golfo Pérsico entre 1990 y 1991. En el 2002 los EE. UU. se retiraron formalmente del Tratado sobre Misiles Antibalísticos, con el fin de desarrollar una defensa frente a posibles ataques de misiles, provenientes de pequeñas potencias nucleares como Corea del Norte o de quienes considera sus enemigos como la red terrorista Al Qaeda.

## Sistemas actuales de lucha contra misiles balísticos intercontinentales

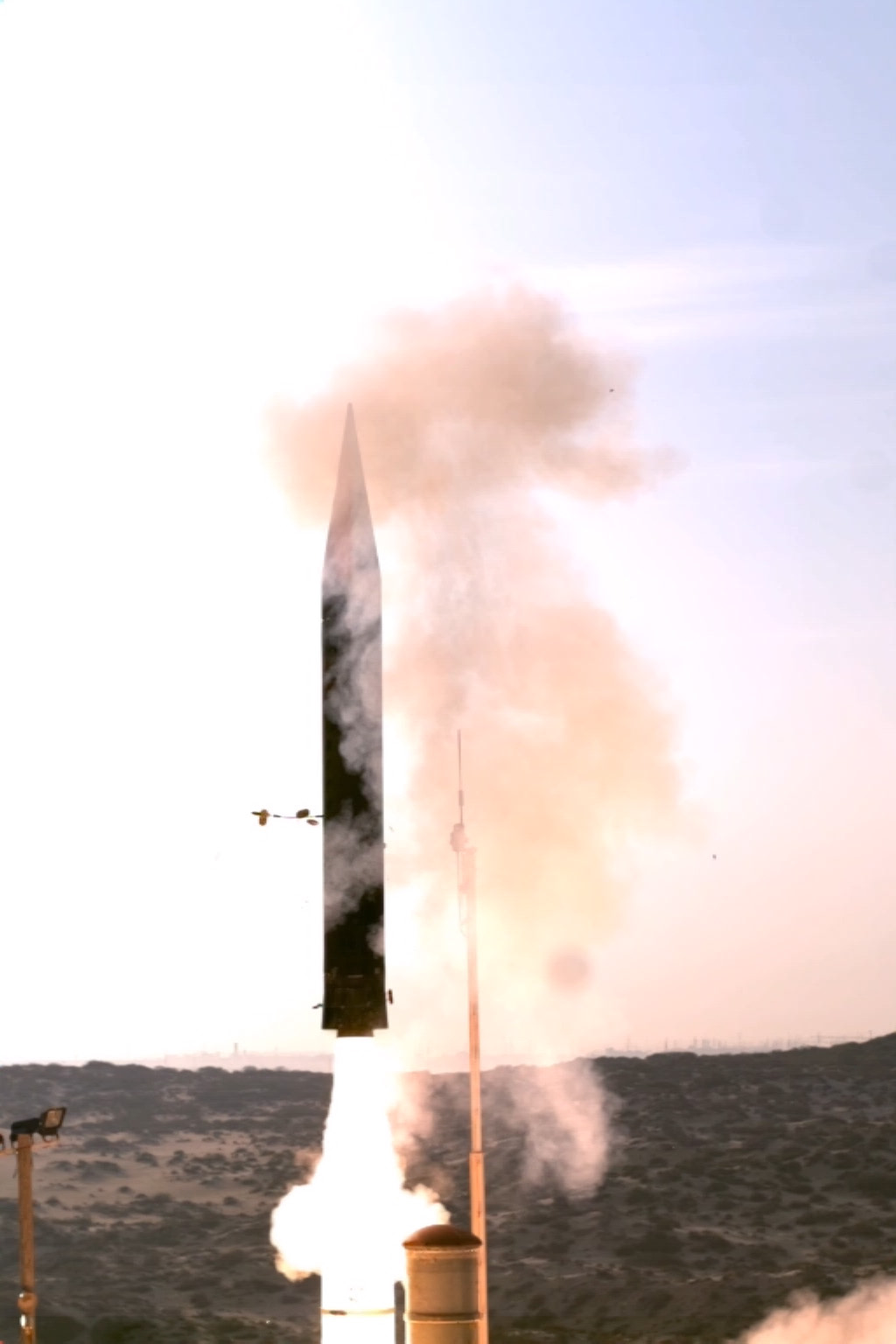
Arrow 3 israelí

Hay un número limitado de sistemas en todo el mundo que pueden interceptar misiles balísticos intercontinentales:
- El sistema ruso de misiles antibalísticos A-135 (rebautizado en 2017 como A-235)[1] se utiliza para la defensa de Moscú. Entró en funcionamiento en 1995 y fue precedido por el sistema de misiles antibalísticos A-35. El sistema utiliza misiles Gorgon y Gazelle previamente armados con ojivas nucleares. Estos misiles se han actualizado (2017) y en su lugar utilizan interceptores cinéticos no nucleares para interceptar cualquier misil balístico intercontinental entrante.[1]
- El sistema israelí Arrow 3 entró en servicio operativo en 2017. Está diseñado para la interceptación exoatmosférica de misiles balísticos durante la parte de su trayectoria de vuelo espacial, incluidos los de misiles balísticos intercontinentales.[2] También puede actuar como arma antisatélite.
- El Programa indio de defensa contra misiles balísticos Prithvi Mark 2 tiene la capacidad de derribar misiles balísticos intercontinentales. Ha completado las pruebas de desarrollo y está esperando la autorización del gobierno indio para poder ser implementado.[3][4][5]
- El sistema estadounidense de Ground-Based Midcourse Defense (GMD), anteriormente conocido como Defensa Nacional contra Misiles (NMD), se probó por primera vez en 1997 y tuvo su primera prueba de interceptación exitosa en 1999. En lugar de utilizar una carga explosiva, lanza un proyectil de impacto directo para interceptar un misil balístico intercontinental. El actual sistema GMD tiene como objetivo proteger al territorio continental de Estados Unidos contra un ataque nuclear limitado por parte de un Estado como Corea del Norte. GMD no tiene la capacidad de protegerse contra un ataque nuclear total de Rusia, ya que actualmente hay 44 interceptores terrestres disponibles para contrarrestar los proyectiles dirigidos hacia los EE. UU.[6][7] (Este recuento de interceptores no incluye las defensas THAAD, Aegis o Patriot que brindan una defensa de menor alcance contra proyectiles entrantes).
- El misil SM-3 Block IIA equipado con el Sistema de Defensa contra Misiles Balísticos Aegis demostró que puede derribar un objetivo ICBM el 16 de noviembre de 2020.[8]
  - En una prueba de noviembre de 2020, Estados Unidos lanzó un misil balístico intercontinental sustituto desde el atolón de Kwajalein hacia Hawái en dirección general al territorio continental de Estados Unidos, lo que activó una advertencia satelital a una base de la Fuerza Aérea de Colorado.[9] En respuesta, el USS John Finn lanzó un misil que destruyó el misil balístico intercontinental atacante, mientras aún estaba fuera de la atmósfera.[9][10]